# Muerte de Juan Barrios
La muerte de Juan Barrios fue un hecho ocurrido el 9 de febrero de 2020, en que el camionero chileno Juan Alfredo Barrios Farías (San José de la Mariquina, Chile, 1966 - Santiago de Chile, 4 de marzo de 2020) fue víctima de un ataque incendiario en las cercanías de la localidad de Victoria, Región de La Araucanía en el cual falleció. Su muerte se produjo en el contexto de una serie de incidentes ocurridos dentro del conflicto en La Araucanía e inspiró la creación de una ley que lleva su nombre.

## Muerte
El 9 de febrero de 2020 el conductor se encontraba reposando al costado de la ruta en el interior de su vehículo, cuando cerca de las 23:50 horas sujetos desconocidos prendieron fuego a su camión y a otro camión que también cargaba trigo y estaba estacionado en el lugar.
Juan Barrios no tuvo posibilidad de pedir ayuda o salir de la máquina, con lo cual terminó con quemaduras en un 30% de su cuerpo y con sus vías respiratorias comprometidas.
Tras los hechos, fue trasladado al Hospital San José de Victoria, desde donde luego lo derivaron a la ex Posta Central en la capital del país, donde finalmente falleció el 4 de marzo a los 54 años. Su esposa pidió justicia.
El 5 de marzo el intendente Víctor Manoli pidió a la fiscalía aclarar la muerte del camionero.
El 10 de marzo del mismo año la Sala del Senado de Chile rindió homenaje al camionero y se confirmó que la querella se amplió al delito de homicidio y no solo por atentado incendiario.
El 20 de agosto la Fiscalía realizó una reconstrucción del atentado.
Diversos gremios hicieron públicas sus condolencias como es el caso de la Confederación Nacional de Dueños de Camiones de Chile, la Asociación Nacional de Agentes de Naves, y la Asociación Para la Paz y la Reconciliación en La Araucanía.

## Ley Juan Barrios

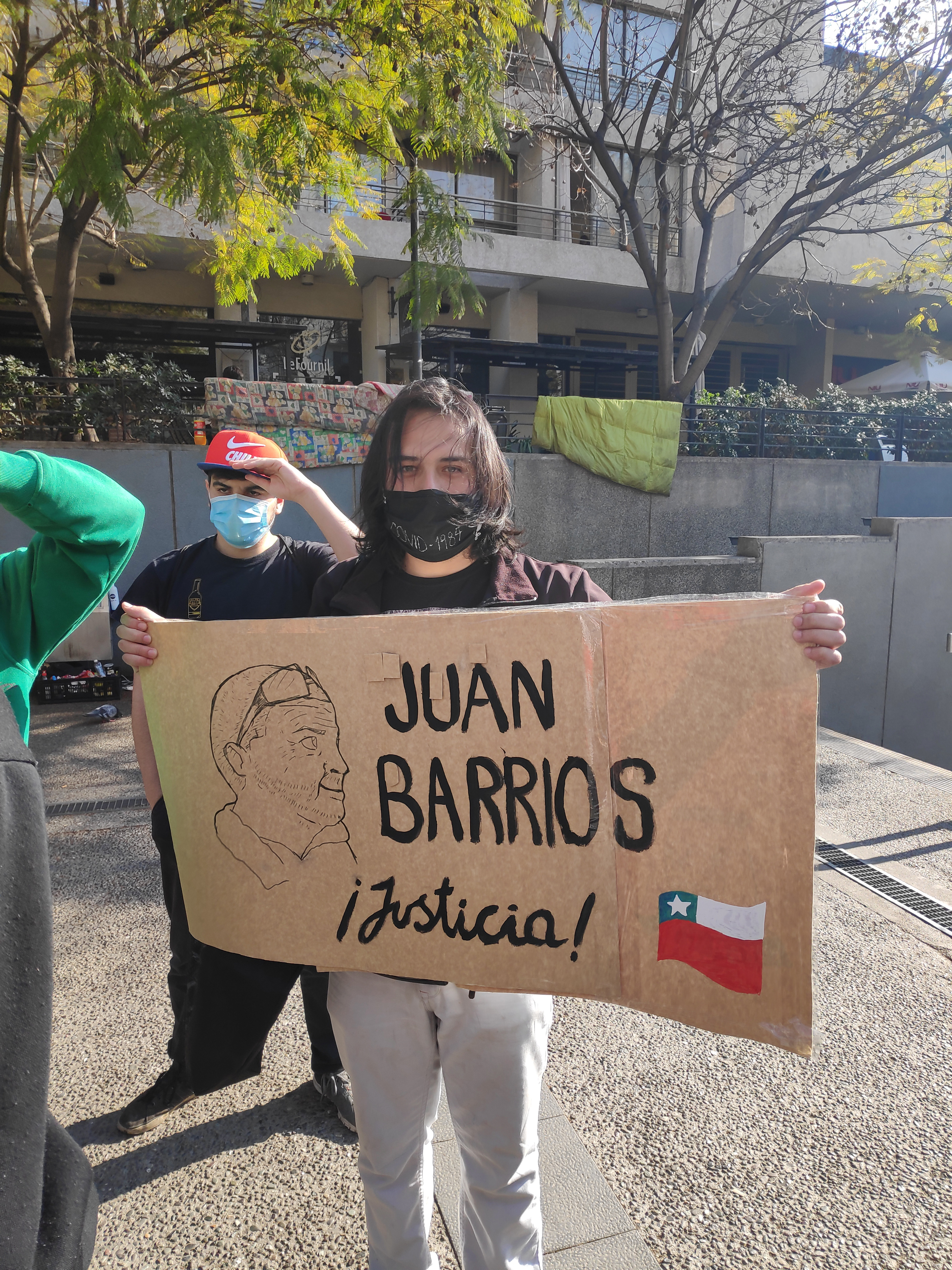
Manifestante pidiendo Justicia por Juan Barrios en una manifestación en apoyo al Paro Nacional de Camioneros de Chile, agosto de 2020.

Durante agosto de 2020 los gremios de camineros de la zona sur del país exigieron al poder ejecutivo y legislativo mayor accionar en favor de la seguridad de los transportistas, a base de esto surge la «ley Juan Barrios» la cual tiene como principal objetivo incrementar las sanciones penales en caso de ataques incendiarios a vehículos motorizados modificando el Código Penal.
El entonces ministro del interior y Seguridad Pública, Víctor Pérez, recalcó sobre la ley que «Eso no es solamente un proyecto que genera un homenaje, sino que es (…) que la quema de camiones va a tener un concepto de morada, al igual que puede tener una casa, una propiedad que se queme y una persona muera en su interior»
El 13 de agosto de 2020, el presidente Sebastián Piñera presentó el proyecto para que se comenzara su tramitación.
En el mismo mes los gremios de camineros que hicieron las exigencias al Estado realizaron un Paro Nacional en donde Juan Barrios fue consolidado como un mártir para estos.
El 2 de septiembre del mismo año se aprobó el proyecto de ley en la Comisión de Seguridad Pública del Senado.